# Ed Lay

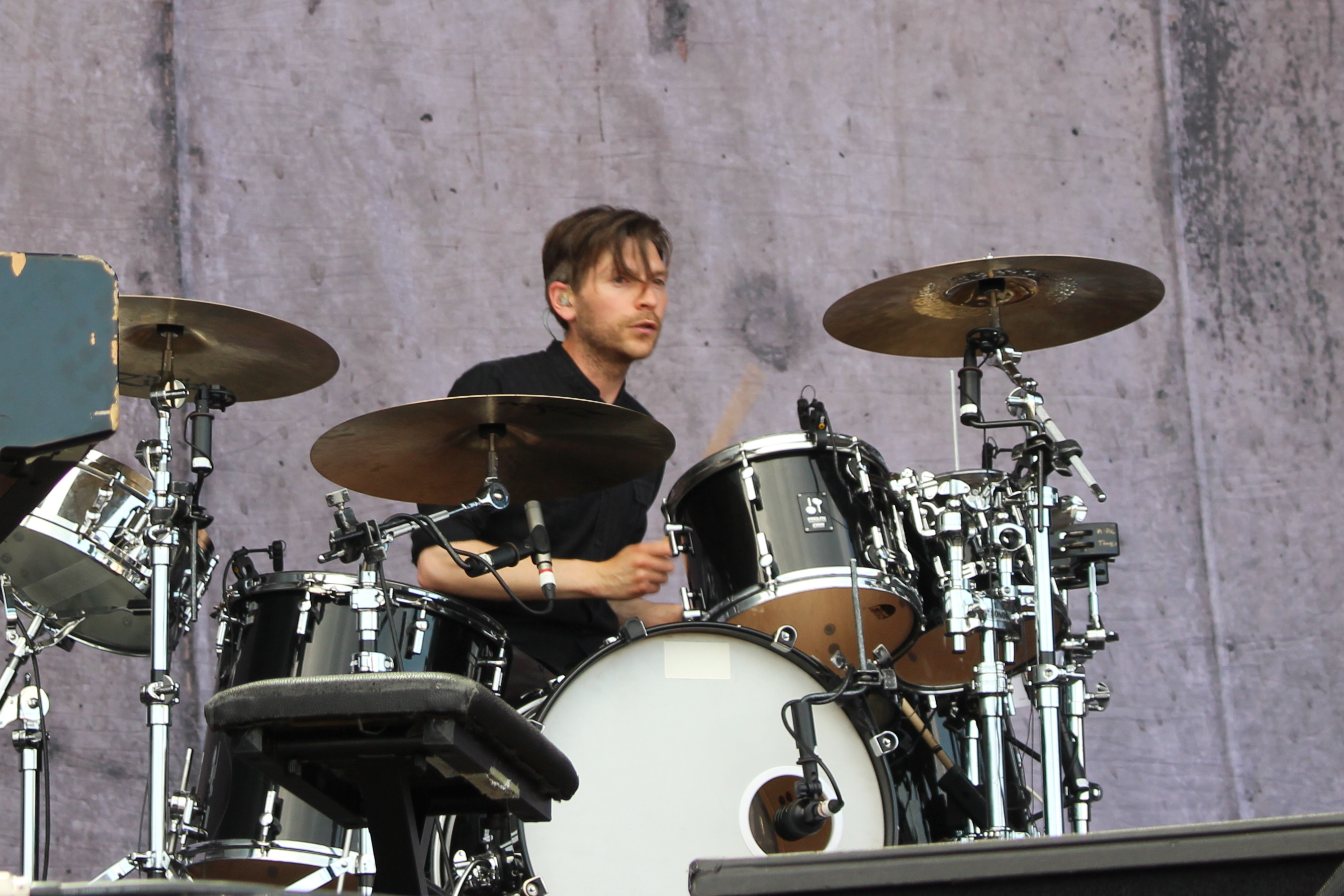
Ed Lay 2016

Edward Lay (* 20. Februar 1981 in Ipswich, Vereinigtes Königreich) ist ein britischer Musiker und Schlagzeuger der Band Editors.
Ed Lay spielte bereits in jungen Jahren Trommel in einer Blaskapelle und kam über einen Schulfreund zum Schlagzeug. Seine heutigen Bandkollegen traf er beim Studium der Musiktechnologie an der Staffordshire University. Obwohl häufig als Bandmitglied der ersten Stunde benannt, löste Ed Lay zu einem frühen Zeitpunkt der Bandgeschichte Geraint Owen als Schlagzeuger ab. Ed Lay hatte sein Livedebüt mit der Band im März 2003, mit dieser neuen Besetzung firmierte sie zunächst noch unter dem Namen Snowfield. Nach dem Studium bezog die Band im Herbst 2003 ein Haus in Birmingham und strebte eine Laufbahn als Profimusiker an. Diese nahm ab 2004 Gestalt an, sodass die Bandmitglieder ihre jeweiligen Teilzeitjobs aufgaben, um sich gänzlich der Musik zu widmen.
Ed Lay spielt auf Instrumenten von Zildjian und Sonor. Außerdem ist er gelegentlich im Background-Gesang zu hören, bei der „In Dream“-Tour zeigte er sich zum Showauftakt am Synthesizer.